# 吉林省司法厅
吉林省司法厅是吉林省人民政府的组成部门、主管吉林省司法行政工作的省级司法行政机关。